# Drei Münzen im Brunnen (1954)

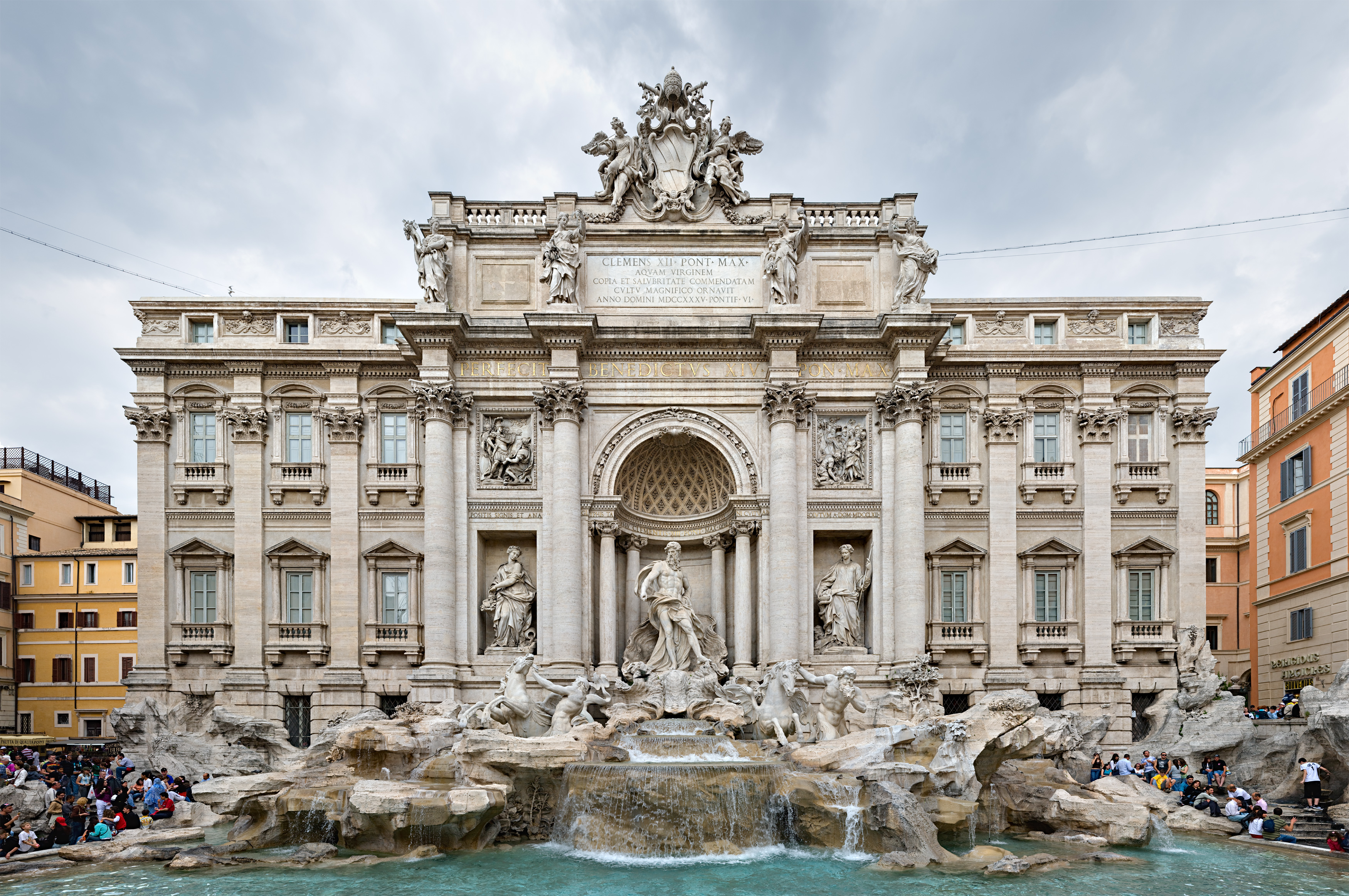
Frontalansicht des Trevi-Brunnens, zentraler Schauplatz des Films

Drei Münzen im Brunnen ist ein US-amerikanischer Spielfilm von Regisseur Jean Negulesco aus dem Jahr 1954. Das Drehbuch von John Patrick beruht auf dem gleichnamigen Roman von John H. Secondari. Die Außenaufnahmen entstanden an Originalschauplätzen in Rom und Venedig. In der Bundesrepublik Deutschland kam der Film am 8. Oktober 1954 erstmals in die Kinos.

## Handlung
Anita, Maria und Francis, drei befreundete amerikanische Sekretärinnen in Rom, teilen sich eine gemeinsame Wohnung. Ihr Weg zur Arbeit führt sie immer am legendären Trevi-Brunnen vorbei, von dem es heißt, wer eine Münze hineinwerfe, der kehre immer wieder in die Ewige Stadt zurück. Francis und Maria wollen die Sage auf ihren Wahrheitsgehalt überprüfen und werfen je eine Münze hinein. Anita aber scheut sich, es ihnen gleichzutun, denn sie will wieder zurück nach Amerika.
Der italienische Dolmetscher Georgio, in Diensten bei Mr. Burgoyne, der eine amerikanische Agentur in Rom leitet, hat ein Auge auf seine Kollegin Anita geworfen. Burgoyne hat jedoch seinen Angestellten untersagt, miteinander ein Techtelmechtel anzufangen.
Maria begegnet auf einer Party dem Frauenschwarm Dino de Cessi, einem leibhaftigen Prinzen. Von ihm wird erzählt, er sei nur darauf aus, seine neue Eroberung in einen Palazzo nach Venedig mitzunehmen und sie nach einer Liebesnacht wie eine heiße Kartoffel fallen zu lassen.
Anita begleitet Georgio zu einer Familienfeier aufs Land. Derweil bricht Prinz Dino mit Maria und Francis nach Venedig auf. Weil es dem Schwerenöter jedoch nicht gelingt, mit Maria alleine zu sein, kehren alle drei bald wieder nach Rom zurück. Als Anitas Chef von dem Ausflug seiner Sekretärin mit seinem Dolmetscher Wind bekommt, entlässt er den Italiener fristlos. Daraufhin sucht Anita Georgio in seiner ärmlichen Wohnung auf und beschließt, bei ihm zu bleiben.
Prinz Dino stellt Maria seiner Mutter vor, womit der erste Schritt für eine baldige Verlobung getan ist. Unvorsichtigerweise lässt jedoch Maria die Bemerkung fallen, sie habe das Ganze mit weiblicher List planvoll arrangiert, was die sofortige Trennung zur Folge hat.
Tags darauf begegnen sich Francis und Anita in der gemeinsamen Wohnung. Anita wird von einem heftigen Liebeskummer gequält. Weil sie Georgio nicht heiraten könne, wolle sie schnellstmöglich nach Amerika zurück. Das Gleiche hat auch Maria im Sinn, die im Zimmer nebenan ihre Koffer packt. Seit ihrer Trennung von Dino hat sie ihren geliebten Prinzen nicht wiedergesehen.
Die Einzige, der das Glück hold zu sein scheint, ist Francis. Ihre Verlobung mit Shadwell dauert allerdings nur wenige Tage; denn als dieser von seinem Arzt erfährt, dass er unheilbar krank ist, nimmt er seinen Heiratsantrag zurück, ohne seiner Braut den wahren Grund zu offenbaren. Der aber bleibt ihr nicht lange verborgen, worauf sie ihren Geliebten zu überreden versucht, sich in den Staaten von einem Spezialisten behandeln zu lassen. Shadwell lehnt dies jedoch ab. Erst nachdem er etliche Gläser Whiskey geleert und Francis es ihm gleichgetan hat, will er ihren Rat befolgen.
Die drei Freundinnen treffen sich wie verabredet am Trevi-Brunnen. Francis eröffnet Anita, dass Georgio seine Stelle wieder bekommen werde. Im Übrigen habe sie die Zusammenkunft nur deshalb arrangiert, um hier drei Herren zu treffen. In diesem Moment treten Shadwell, Dino und Georgio auf den Plan. Drei glückliche Paare finden sich.

## Auszeichnungen
Einen Oscar erhielt Milton Krasner (Kategorie: Beste Kamera), und je einen  der Komponist Jule Styne und der Songtextschreiber Sammy Cahn für den besten Song (Three Coins in the Fountain). Zuerst war nur eine Demo-Platte mit Frank Sinatra produziert worden. Er singt es auch, gleich am Anfang des Filmes, wird aber im Abspann nicht namentlich genannt. Der Titel wird 1954 dann zur kommerziellen Vermarktung mit der Gruppe The Four Aces und dem Jack Pleis Orchestra veröffentlicht und  #1 in den US-amerikanischen Musikcharts.

## Kritik
„Glänzend fotografierte romantische Komödie – die perfekte Traumfabrik.“

„Ein Unterhaltungsfilm, dessen Probleme nicht echt sind, der jedoch Humor hat und mit technischer Vollendung und künstlerischer Könnerschaft gemacht wurde.“

## Quelle
- Programm zum Film: „Das neue Film-Programm“, Verlag H. Klemmer, Neustadt an der Weinstraße (ohne Nummer)